# محمودعلی
محمودعلی، روستایی از توابع بخش الوار گرمسیری شهرستان اندیمشک در استان خوزستان ایران است ساکنین این روستا عده ای از تیره های کلورضا و شیرزاد طایفه میرزاوند می باشند.

## جمعیت
این روستا در دهستان مازو قرار دارد و براساس سرشماری مرکز آمار ایران در سال ۱۳۹۵، جمعیت آن۷۷ نفر (۲۱خانوار) بوده‌است.